# Gurjanovella murmanicum
Gurjanovella murmanicum är en djurart som tillhör fylumet slemmaskar, och som beskrevs av Ushakov 1926. Gurjanovella murmanicum ingår i släktet Gurjanovella och familjen Amphiporidae. Inga underarter finns listade i Catalogue of Life.